# Селце (Полтар)
Селце (слч. Selce) насељено је мјесто са административним статусом сеоске општине (слч. obec) у округу Полтар, у Банскобистричком крају, Словачка Република.

## Становништво
| Година:    | 1994. | 2004.    | 2014.    | 2024.   |
| ---------- | ----- | -------- | -------- | ------- |
| Број људи: | 118   | 94       | 110      | 119     |
| Разлика:   |       | -20,33 % | +17,02 % | +8,18 % |

| Година:    | 2023. | 2024.   |
| ---------- | ----- | ------- |
| Број људи: | 116   | 119     |
| Разлика:   |       | +2,58 % |

Према подацима о броју становника из 2011. године насеље је имало 116 становника.